# 紀元前562年
紀元前562年（きげんぜん562ねん）は、西暦（ローマ暦）による年。紀元前1世紀の共和政ローマ末期以降の古代ローマにおいては、ローマ建国紀元192年として知られていた。紀年法として西暦（キリスト紀元）がヨーロッパで広く普及した中世時代初期以降、この年は紀元前562年と表記されるのが一般的となった。

## 他の紀年法
- 干支 : 己亥
- 日本
  - 皇紀99年
  - 綏靖天皇20年
- 中国
  - 周 - 霊王10年
  - 魯 - 襄公11年
  - 斉 - 霊公20年
  - 晋 - 悼公11年
  - 秦 - 景公15年
  - 楚 - 共王29年
  - 宋 - 平公14年
  - 衛 - 献公15年
  - 陳 - 哀公7年
  - 蔡 - 景侯30年
  - 曹 - 成公16年
  - 鄭 - 簡公4年
  - 燕 - 武公12年
  - 呉 - 寿夢24年
- 朝鮮
  - 檀紀1772年
- ユダヤ暦 : 3199年 - 3200年

## できごと

### 中国
- 魯で三軍が置かれ、三桓氏がおのおの一軍を率いる制度が定められた。
- 鄭の子展（公孫舎之）が軍を率いて宋に侵入した。
- 晋・斉・魯・宋・衛・曹などの連合軍が鄭を攻撃した。鄭の城は包囲され、鄭は講和を求めた。
- 亳の城北で晋を中心とする諸侯の同盟が結ばれた。
- 楚が秦と結んで鄭を攻撃しようとしたが、鄭が再び屈服したため、楚と鄭の軍が宋を攻撃した。
- 晋・斉・魯・宋・衛・曹などの連合軍が再び鄭を攻撃し、諸侯が蕭魚で会合した。
- 秦の庶長鮑と庶長武が晋を攻撃した。櫟で会戦して秦軍が勝利した。

## 死去
- ネブカドネザル2世、新バビロニアの王